# Zemský okres Rheingau-Taunus
Zemský okres Rheingau-Taunus (německy Rheingau-Taunus-Kreis) je zemský okres v německé spolkové zemi Hesensko, ve vládním obvodu Darmstadt. Sídlem správy zemského okresu je město Bad Schwalbach. Má přibližně 187 tisíc obyvatel. 

## Města a obce
| Města: 1. Bad Schwalbach 2. Eltville am Rhein 3. Geisenheim 4. Idstein 5. Lorch 6. Oestrich-Winkel 7. Rüdesheim am Rhein 8. Taunusstein | Obce: 1. Aarbergen 2. Heidenrod 3. Hohenstein 4. Hünstetten 5. Kiedrich 6. Niedernhausen 7. Schlangenbad 8. Waldems 9. Walluf |